# Kaiserköpperl
Das Kaiserköpperl (auch Kaisermühlerköpperl) ist eine drei- bis viertausend Jahre alte Höhensiedlung nördlich der Ortschaft Bärndorf (Gemeinde Rottenmann) auf dem Scheiberberg auf 820 m ü. A. und gilt als erste Bergbausiedlung im Paltental, deren Überreste unter Denkmalschutz stehen.
Der als Ringwallanlage angelegte Ansitz wird der Späthallstatt-/Frühlatènezeit im Grenzbereich zwischen Ost- und Westhallstattkreis zugeordnet, lag an einem bronzezeitlichen Saumpfad, der vom Paltental ins Admonttal führte und war von Kupferabbaustätten im Prenterwinkel, am Hallweg und am Wagenbänkberg umgeben, sodass von einem bedeutenden prähistorischen Kultur- und Wirtschaftsraum gesprochen wird.
Überregionale Verbindung mit dem westlichen Ungarn und Slowenien zeigen die ältesten dort gefundenen Keramikstücke (Fußgefäß, Schale, Becher mit tiefgestochener Ritzzier) aus dem Zeitraum Ende des 5./Anfang des 4. Jahrtausends vor Christus. Weitere Funde stammen aus der frühen und mittleren Bronzezeit (Keramiktassen, Vorratsgefäße mit Fingertupfenleisten und Griffknubben) und aus der Jungurnenfelderzeit (Gegenstände mit der für die Zeit um etwa 1000 vor Christus typischen Zierweise). In der Späthallstattzeit kann ein Konnex sowohl mit dem westlichen (vergleichbare Funde in Baden-Württemberg) als auch mit dem östlichen Hallstattkreis (Westungarn, Slowenien) hergestellt werden. Hinweise auf eine Besiedlung bis zu einer frühen keltischen Zeitstufe (La-Tène) geben Nachbildungen von Metallgefäßen aus Graphitton.